# Amphoe Na Wa

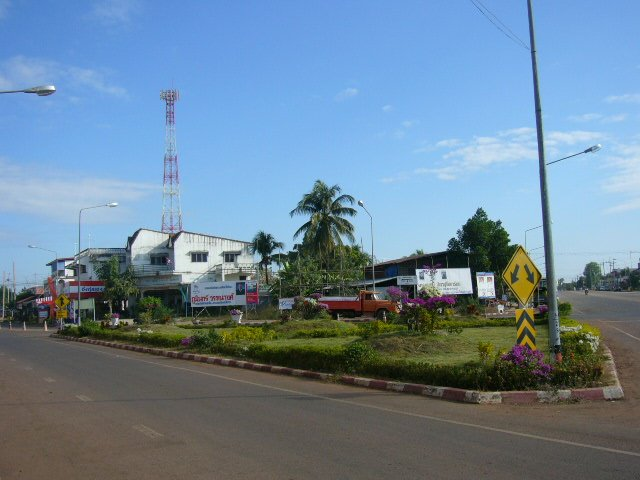
Na Wa: Große Kreuzung

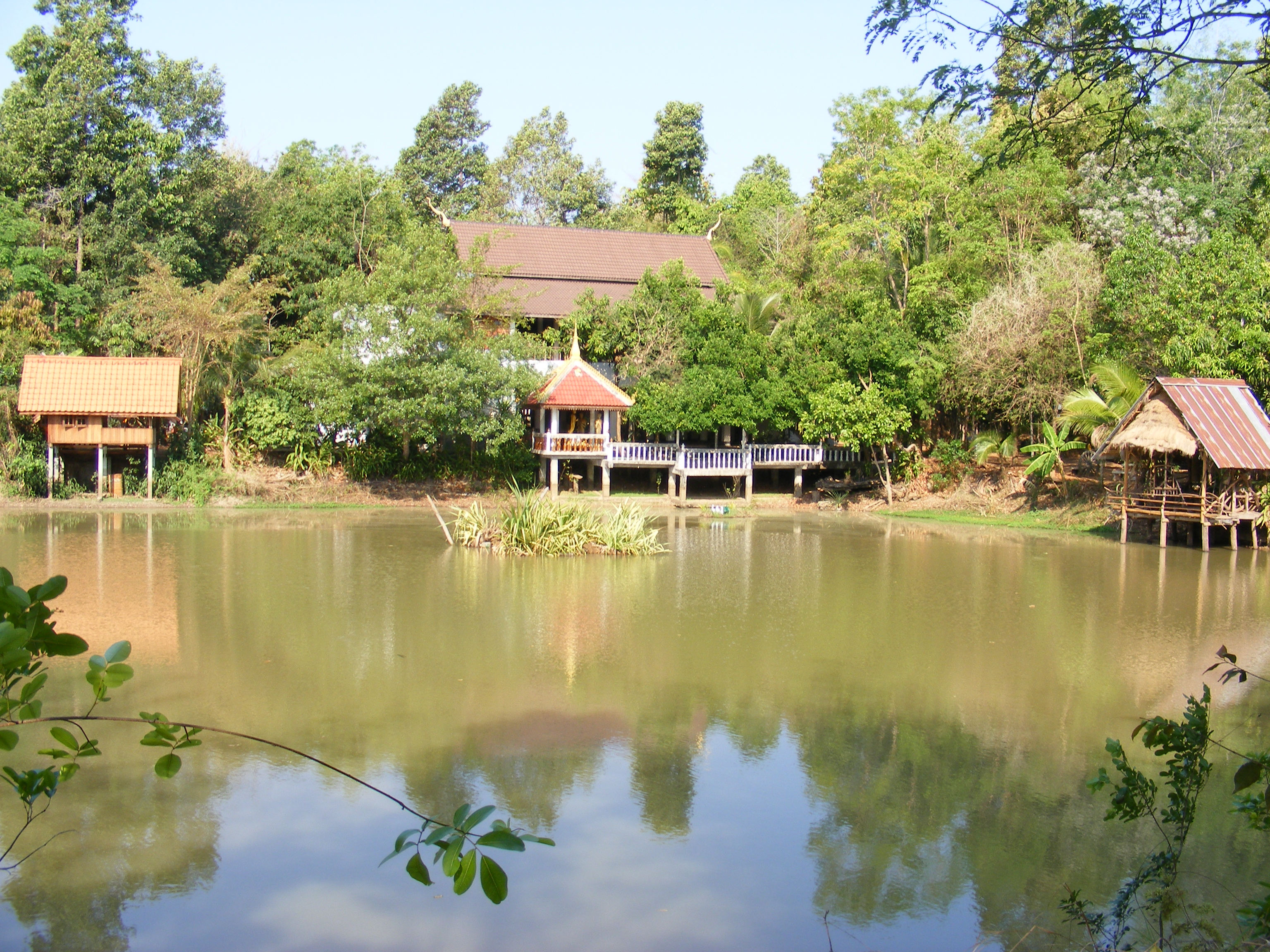
Wat Nakhon Noi

Amphoe Na Wa (thailändisch อำเภอ นาหว้า) ist ein Landkreis (Amphoe – Verwaltungs-Distrikt) in der Provinz Nakhon Phanom. Die Provinz Nakhon Phanom liegt in der Nordostregion von Thailand, dem so genannten Isan.

## Geographie
Das Land ist eben und befindet sich auf dem Khorat-Plateau. Die Landschaft ist reich an tropischer Vegetation. Nächstgrößere Ortschaften sind Sakon Nakhon (43 Kilometer im Süden) und Nakhon Phanom (etwa 55 Kilometer im Osten). Benachbarte Landkreise (von Norden im Uhrzeigersinn): die Amphoe  Si Songkhram und Phon Sawan der Provinz Nakhon Phanom, sowie die Amphoe Kusuman, Mueang Sakon Nakhon, Phanna Nikhom und Akat Amnuai in der Provinz Sakon Nakhon.
Die nächste Großstadt ist Udon Thani (etwa 200 Kilometer westlich). Der nächste Fluss ist der Mekong (etwa 55 Kilometer im Osten). Der nächste See ist Nong Han in der Nähe von Sakon Nakhon. Die Hauptstadt Bangkok befindet sich ungefähr 900 Kilometer südwestlich.

## Geschichte
Der Landkreis wurde am 16. Juli 1971 zunächst als „Zweigkreis“ (King Amphoe) eingerichtet, indem die drei Tambon Na Wa, Na Ngua und Ban Siao vom Amphoe Si Songkhram abgetrennt wurden.
Am 22. März 1979 wurde er in den vollen Amphoe-Status erhoben.
Die Kleinstadt Na Wa wurde 1963 ursprünglich als Sanitär-Bezirk (Sukhaphiban, สุขาภิบาล) gegründet. Wie alle Sanitär-Bezirke wurde er im Mai 1999 in den Status einer Kleinstadt (Thesaban Tambon) erhoben.

## Symbole
Der Wahlspruch des Kreises lautet: Phra That, Tempel der Einheit, wunderschöne Tücher aus Seide, Entwicklung thailändischer Handwerkskunst (Thai: พระธาตุประสิทธิรวมใจ ผ้ามุกไหมงามตา อาชีพปริศนา พัฒนาหัตถกรรมไทย)
Der Name des Kreises Na Wa bedeutet „Feld der Wa-Bäume“ (Syzygium cumini), die hier in der Vergangenheit wuchsen.

## Wirtschaft
Der Ort lebt von der Landwirtschaft, es wird vor allem Reis angebaut. Die Gegend ist touristisch völlig unerschlossen. Der Lebensstandard ist im Vergleich innerhalb Thailands unterdurchschnittlich. Ein Landarbeiter (oder vergleichbare Position) verdient ungefähr 100 Baht pro Tag, also etwa 60 Euro pro Monat (Stand: 2005).
Der Großteil der Arbeitnehmer vor Ort ist lediglich saisonal beschäftigt. Die meisten arbeitsfähigen Männer arbeiten außerhalb des Isan, vor allem in Touristengebieten oder im Ausland; teilweise ziehen ganze Familien vorübergehend weg (aus diesem Grund stehen manche Gebäude leer).

## Verkehr
Durch Na Wa führen die Landstraßen 2346 und 2185, die nach Sakon Nakhon und Nakhon Phanom führt. Es gibt keine Anbindung an das Schienennetz der Thailändischen Staatseisenbahn (SRT).

## Verwaltung

### Provinzverwaltung

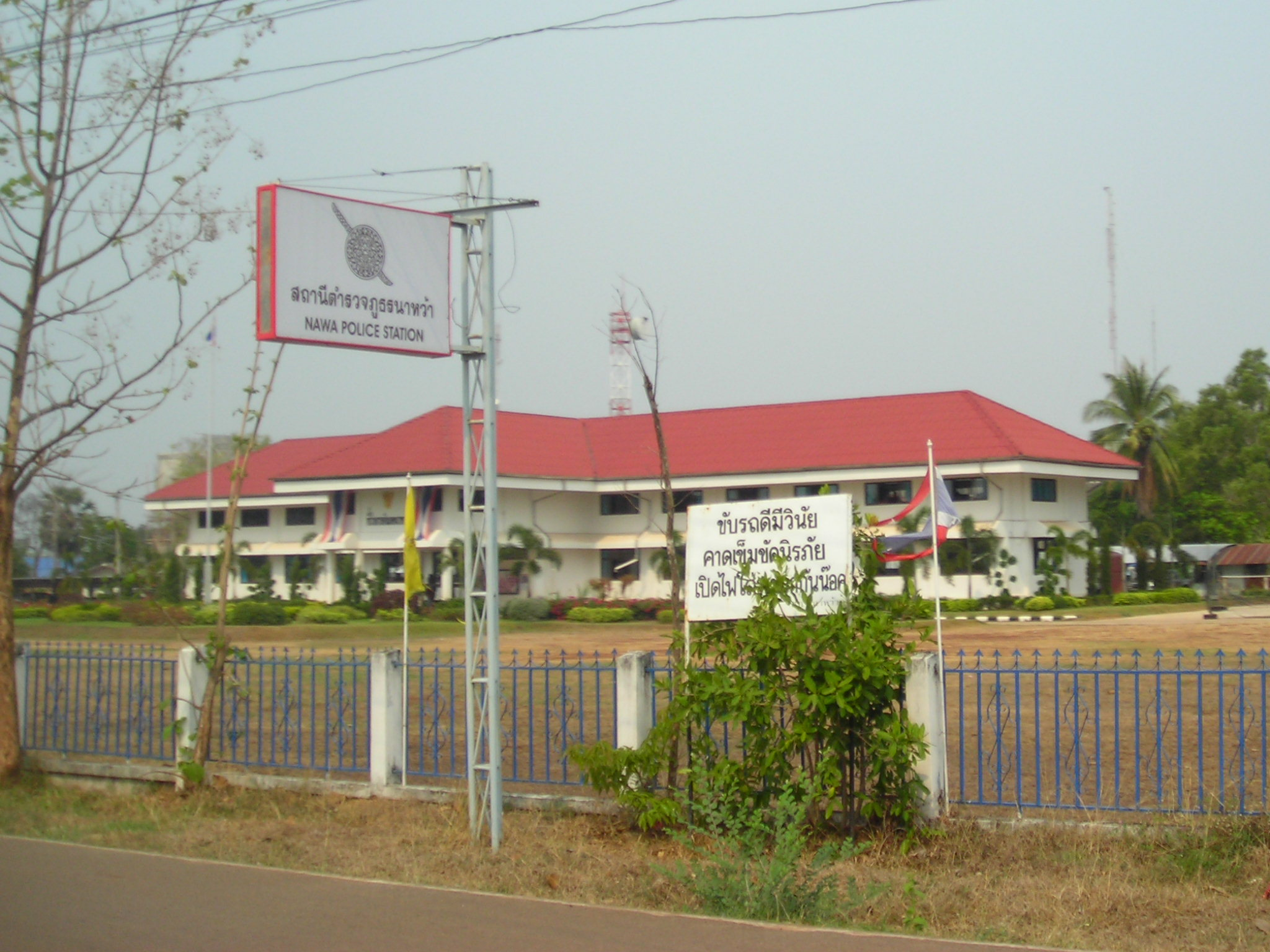
Verwaltungsgebäude des Amphoe Na Wa

Der Landkreis Na Wa ist in sechs Tambon („Unterbezirke“ oder „Gemeinden“) eingeteilt, die sich weiter in 68 Muban („Dörfer“) unterteilen.
| Nr. | Name          | Thai     | Muban | Einw.  |
| --- | ------------- | -------- | ----- | ------ |
| 01. | Na Wa         | นาหว้า    | 15    | 13.852 |
| 02. | Na Ngua       | นางัว     | 13    | 10.001 |
| 03. | Ban Siao      | บ้านเสียว  | 10    | 06.523 |
| 04. | Na Khun Yai   | นาคูณใหญ่  | 07    | 04.736 |
| 05. | Lao Phatthana | เหล่าพัฒนา | 15    | 10.108 |
| 06. | Tha Ruea      | ท่าเรือ    | 08    | 05.870 |

### Lokalverwaltung
Es gibt zwei Kommunen mit „Kleinstadt“-Status (Thesaban Tambon) im Landkreis:
- Tha Ruea (Thai: เทศบาลตำบลท่าเรือ) besteht aus dem gesamten Tambon Tha Ruea.
- Na Wa (Thai: เทศบาลตำบลนาหว้า) besteht aus Teilen des Tambon Na Wa.

Außerdem gibt es fünf „Tambon-Verwaltungsorganisationen“ (องค์การบริหารส่วนตำบล – Tambon Administrative Organizations, TAO):
- Na Wa (Thai: องค์การบริหารส่วนตำบลนาหว้า)
- Na Ngua (Thai: องค์การบริหารส่วนตำบลนางัว)
- Ban Siao (Thai: องค์การบริหารส่วนตำบลบ้านเสียว)
- Na Khun Yai (Thai: องค์การบริหารส่วนตำบลนาคูณใหญ่)
- Lao Phatthana (Thai: องค์การบริหารส่วนตำบลเหล่าพัฒนา)